# Evan Baille Noel
Evan Baille Noel (Stanmore, 23 de enero de 1879-Kensington, 22 de diciembre de 1928) fue un atleta inglés que compitió en las pruebas de raquetas y Jeu de Paume por Gran Bretaña.
Noel es titular de dos medallas olímpicas, ganó la edición británica, los Juegos Olímpicos de Londres 1908. En esta ocasión, fue campeón de raquetas de prueba individuales, después de superar a su compañero Henry Leaf, medallista de plata, John Jacob Astor (raquetas) y Henry Brougham, empataron en el tercer lugar. Por último, incluso se subió al podio con la medalla de bronce en la carrera de dobles, también ganó junto con el británico Vane Hungerford Pennell, que jugó junto con Astor. En el mismo número, compitió en la prueba individual de la Jeu de Paume, que terminó quinto. Esa fue la primera y la última edición de los dos deportes en los Juegos Olímpicos.